# Jürgen Dummer
Jürgen Dummer (* 25. Mai 1935 in Kolberg; † 7. Oktober 2011 in Berlin) war ein deutscher Klassischer Philologe.

## Leben
Jürgen Dummer studierte Klassische Philologie an der Humboldt-Universität zu Berlin und arbeitete nach dem Diplom 1957 als Wissenschaftlicher Assistent an der Deutschen Akademie der Wissenschaften zu Berlin. Hier arbeitete er dreißig Jahre lang bei der Kirchenväterkommission. Mit der Dissertation Epiphanius von Constantia: Studien zu den formalen Grundlagen seiner Bildung wurde er 1965 an der Humboldt-Universität promoviert. 1988 erfolgte seine Promotion B als Dr. sc. phil. an der Humboldt-Universität. 1989 erhielt er die Winckelmann-Medaille der Stadt Stendal. Nach der politischen Wende arbeitete er weiterhin als Dozent an der Humboldt-Universität, bis er 1994 als Professor für Gräzistik an die Universität Jena berufen wurde. Hier lehrte er bis zum Sommer 2000, als er in den Ruhestand trat.  Auch danach hielt er bis zum Wintersemester 2010/11 in Jena Vorlesungen und andere Lehrveranstaltungen und nahm am Leben des Instituts für Altertumswissenschaften teil.

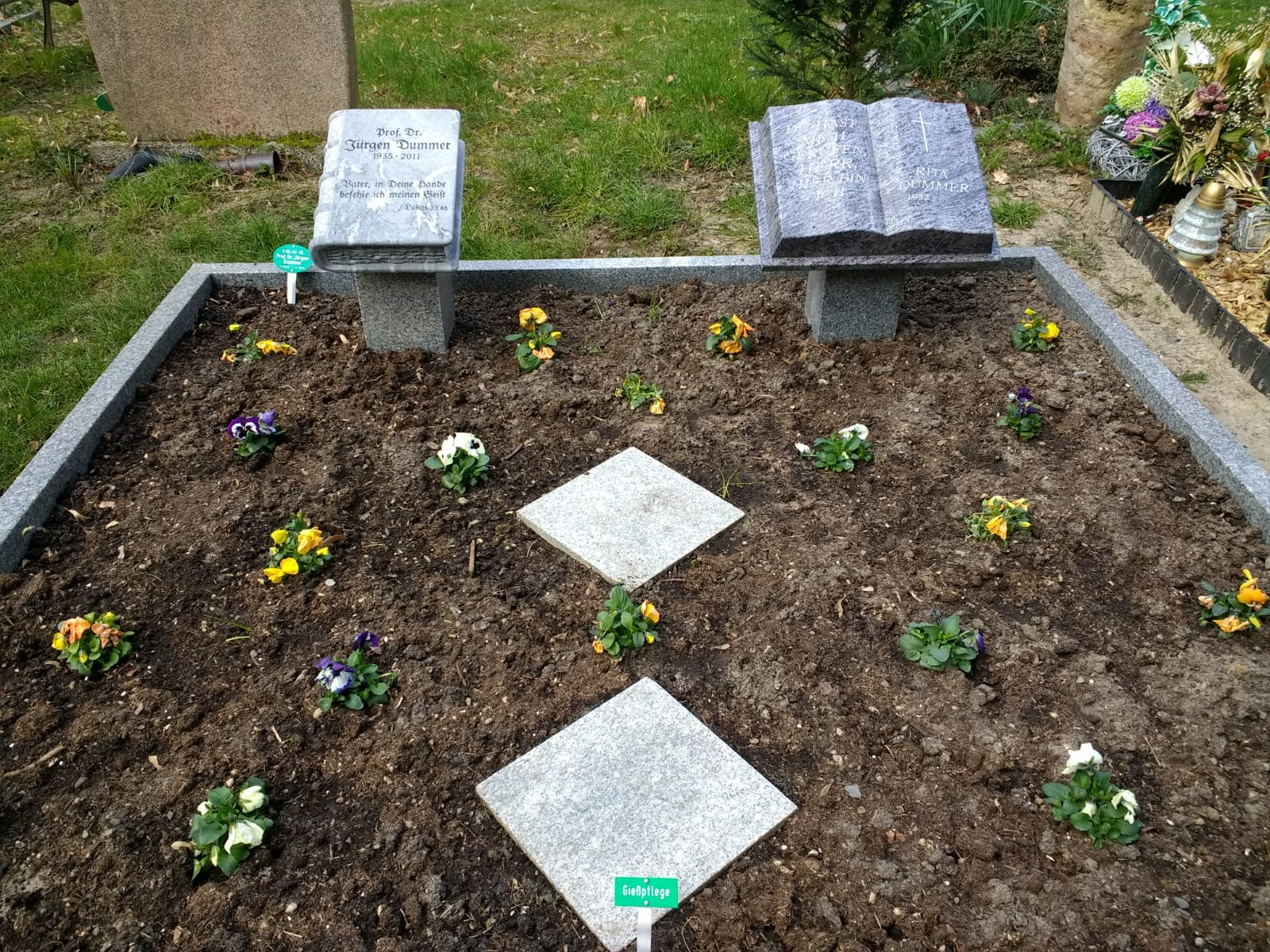
Grabstätte

Dummer war ordentliches Mitglied und seit 1990 Vizepräsident und Senator der Akademie gemeinnütziger Wissenschaften zu Erfurt. Seit 1996 war er Mitglied der New York Academy of Sciences.
Bestattet ist er auf dem Friedhof IV der St. Hedwig-Gemeinde in Berlin-Alt-Hohenschönhausen.

## Veröffentlichungen (Auswahl)
- Philologia sacra et profana. Ausgewählte Beiträge zur Antike und zu ihrer Wirkungsgeschichte. Steiner, Stuttgart 2006, ISBN 978-3-515-08663-9.